# ريع بخش
ريع بخش أحد أحياء مكة المكرمة، يقع جنوب المسجد الحرام.

## التسمية
ويرجع تسمية هذا الريع بريع بخش نسبة للشيخ عبدالله محمد بخش رحمه الله والذي كان يملك الجبل بالكامل  وتبرع بجزء منه لشق طريق اجياد تسهيلا لقاصدي المسجد الحرام على نفقته الخاصة ومن ثم قامت الدوله السعودية بتوسيع وتعبيظ الطريق بمظهره الحالي واطلقت تسم ريع بخش عرفانا من الدولة السعودية بدور العائلة في خدمة مكة المكرمة .

## الموقع
يبدأ الحي من آخر أجياد المسمى ببير بليلة صعودا وينتهي نزولا نحو مواقف كدى وهو يقع جنوب المسجد الحرام يتوسطه طريق أجياد كدي.
وقد شهد هذا المشروع جهود مادية كبيرة وبشرية للطبيعة الجبلية للمنطقة، وشق الجبل ونفذ المشروع وظهر واشتهر ريع بخش منذ تلك اللحظة.وقد تطورت المنطقة وشق بها أنفاق تربط غرب مكة بشرقها والعكس وأصبح المرور بريع بخش أمر ضروري للوصول إلى المسجد الحرام من الجهة الجنوبية، وشهد العمائر الشاهقة والتي تساهم في إسكان الحجاج والمعتمرين، وأصبح ريع بخش من اقرب المواقع قربا من المسجد الحرام.

## معالمها
دار الحديث الخيرية ودار الفائزين التاريخية ومدرسة النهروان الثانوية وعمارة الكوشك وعمارة الشريف أبانمي